# Viaduc du boulevard du Midi

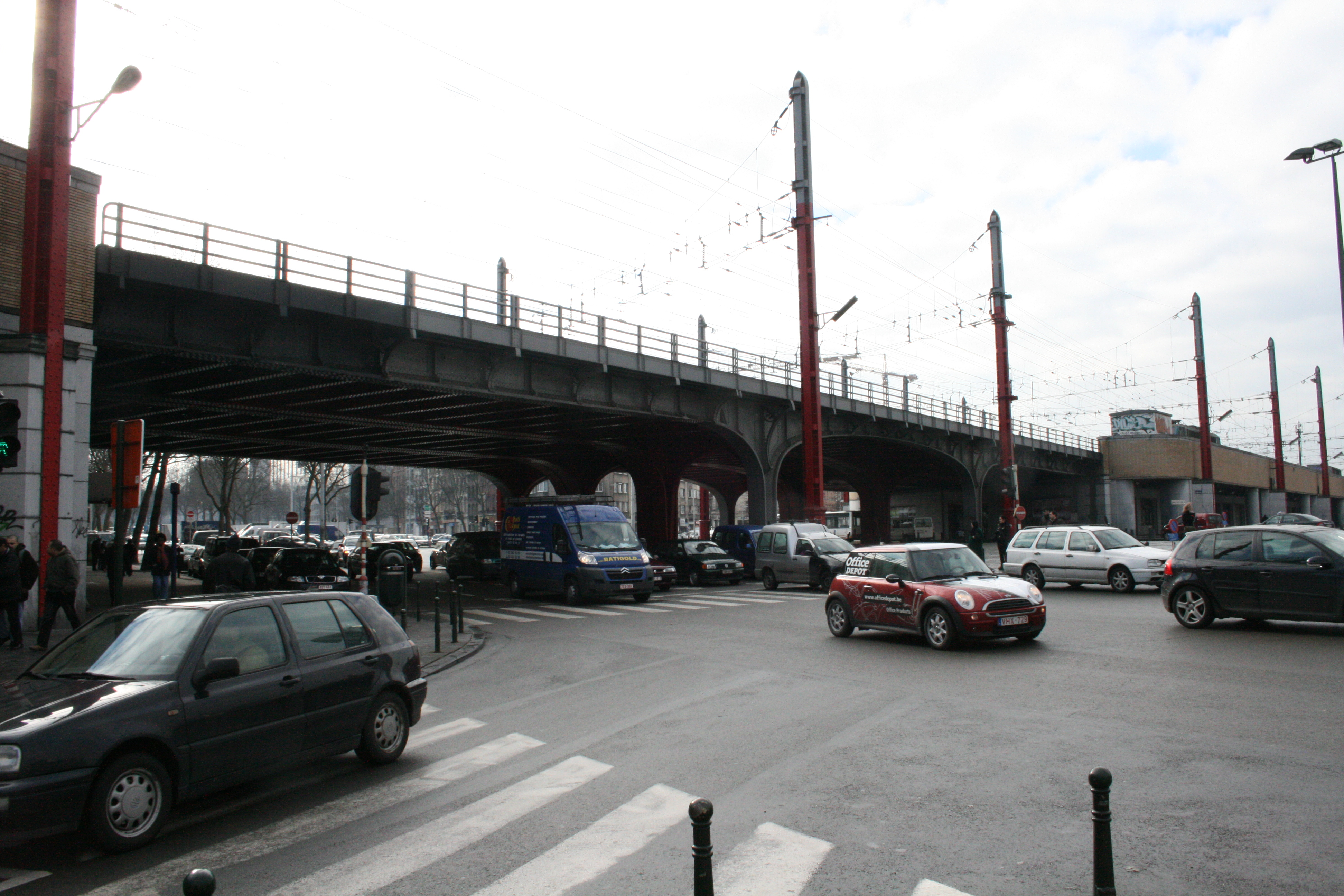
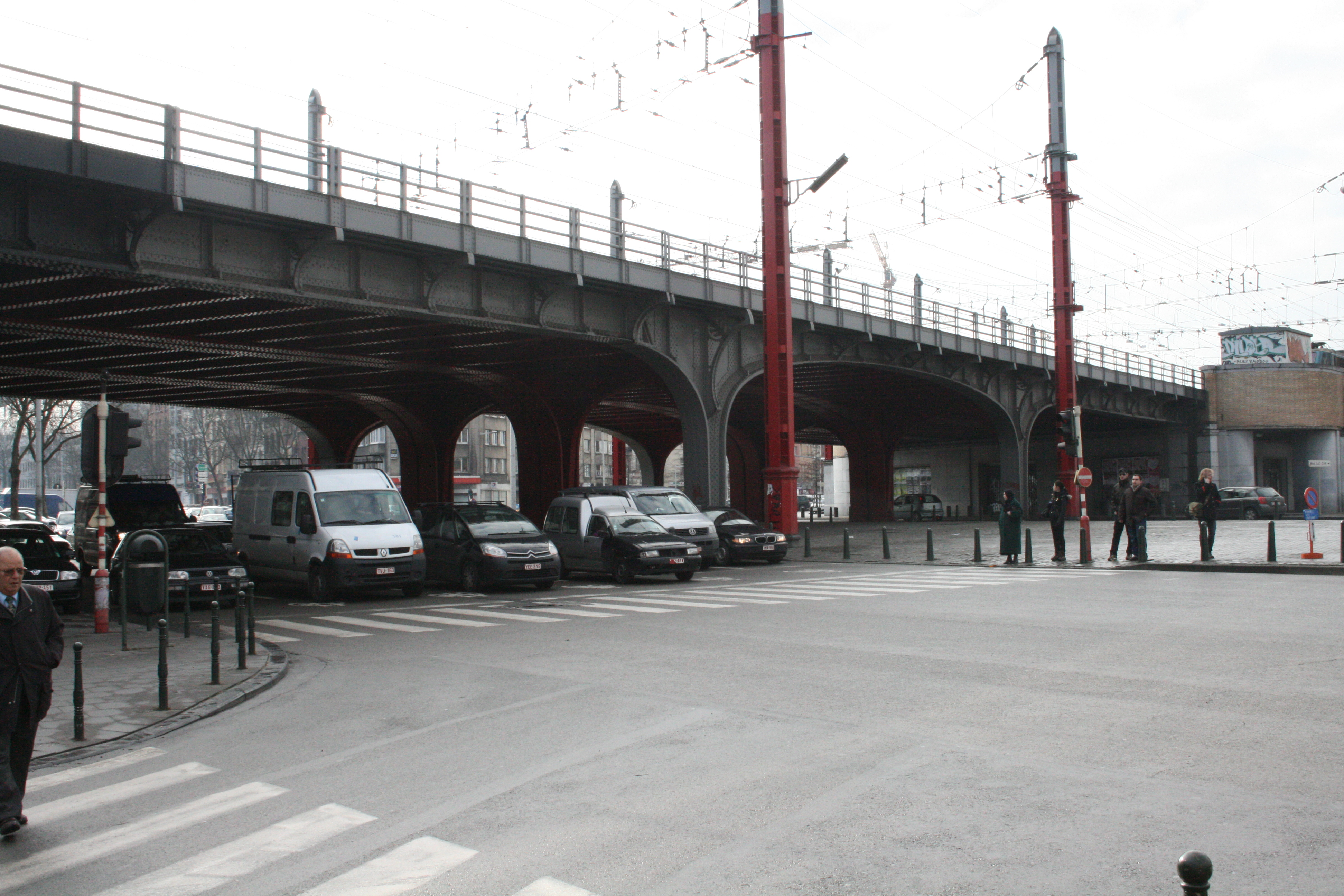

Le viaduc sur le Boulevard du Midi, situé à Bruxelles, possède trois travées. Il s’agit en réalité de trois ponts parallèles à double voie. Chacun d’eux est constitué de deux portiques centraux (travée centrale). Ces portiques à deux rotules possèdent chacun deux porte-à-faux. Des poutres s’appuyant sur ces porte-à-faux et sur les culées en maçonnerie supportent les deux travées extrêmes. Sur cette structure principale est fixée une structure secondaire constituée d’entretoises, de poutrelles longitudinales et d’un platelage en tôle. Tous les éléments de ce pont cantilever sont assemblés par rivetage.
Premiers maillons de la Jonction ferroviaire Nord-Midi, la construction de la nouvelle gare du Midi et du viaduc surplombant le boulevard du même nom a débuté en 1909 et fut très rapidement interrompue par la Première Guerre mondiale. Ce n’est que dans les années 1930, après la création de l’Office National pour l’Achèvement de la Jonction (O.N.J.), que la construction de ces ouvrages put être poursuivie et achevée.
Bien que possédant un plus grand nombre de travées, le viaduc formant la partie inférieure de la gare du Midi fonctionne sur le même principe, une travée sur deux étant constituée par des portiques à deux rotules avec porte-à-faux et les autres travées étant supportées par des poutres appuyées sur ces porte-à-faux. Dans ce cas, les assemblages sont toutefois réalisés par soudure. 

Galerie de photographies
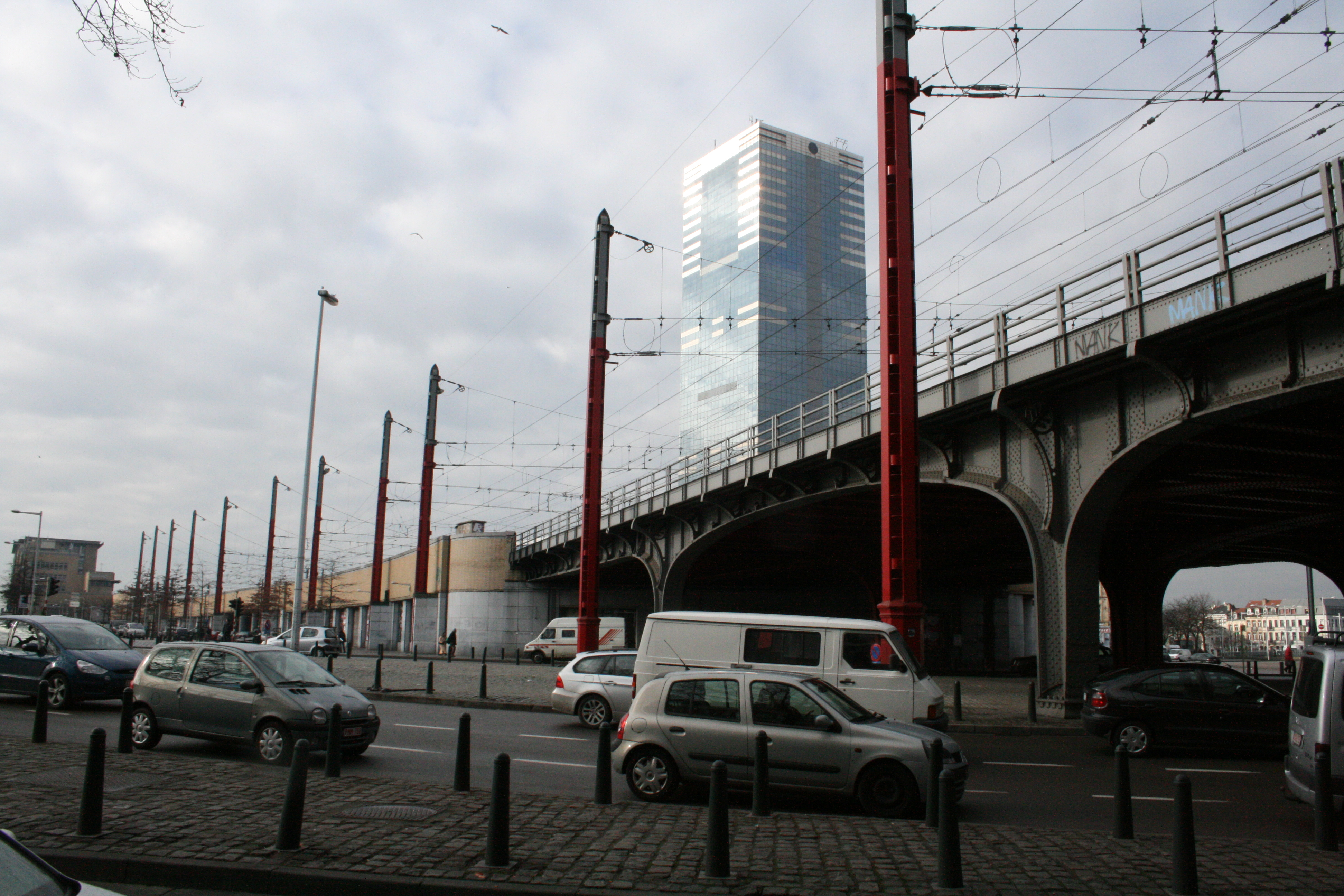
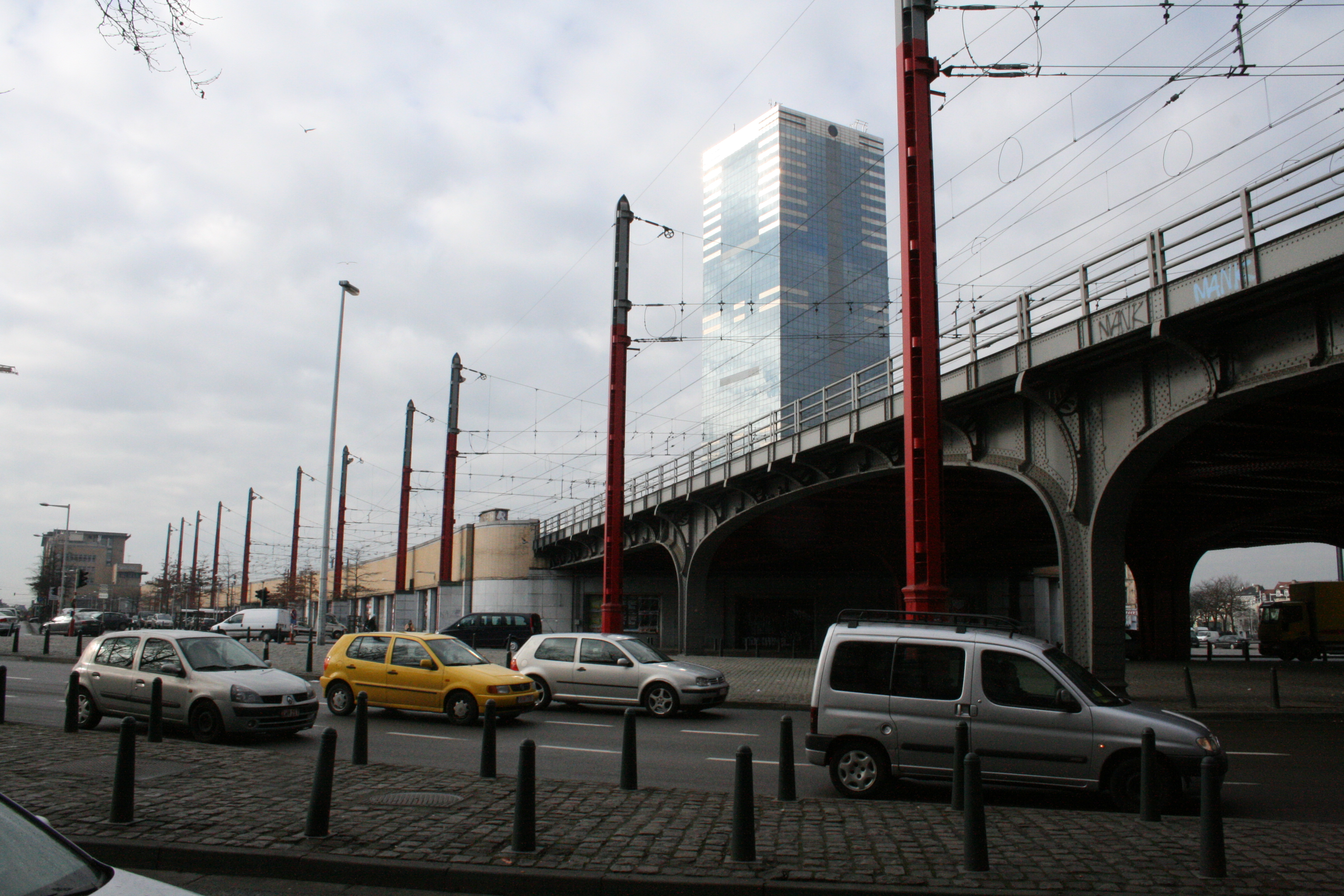
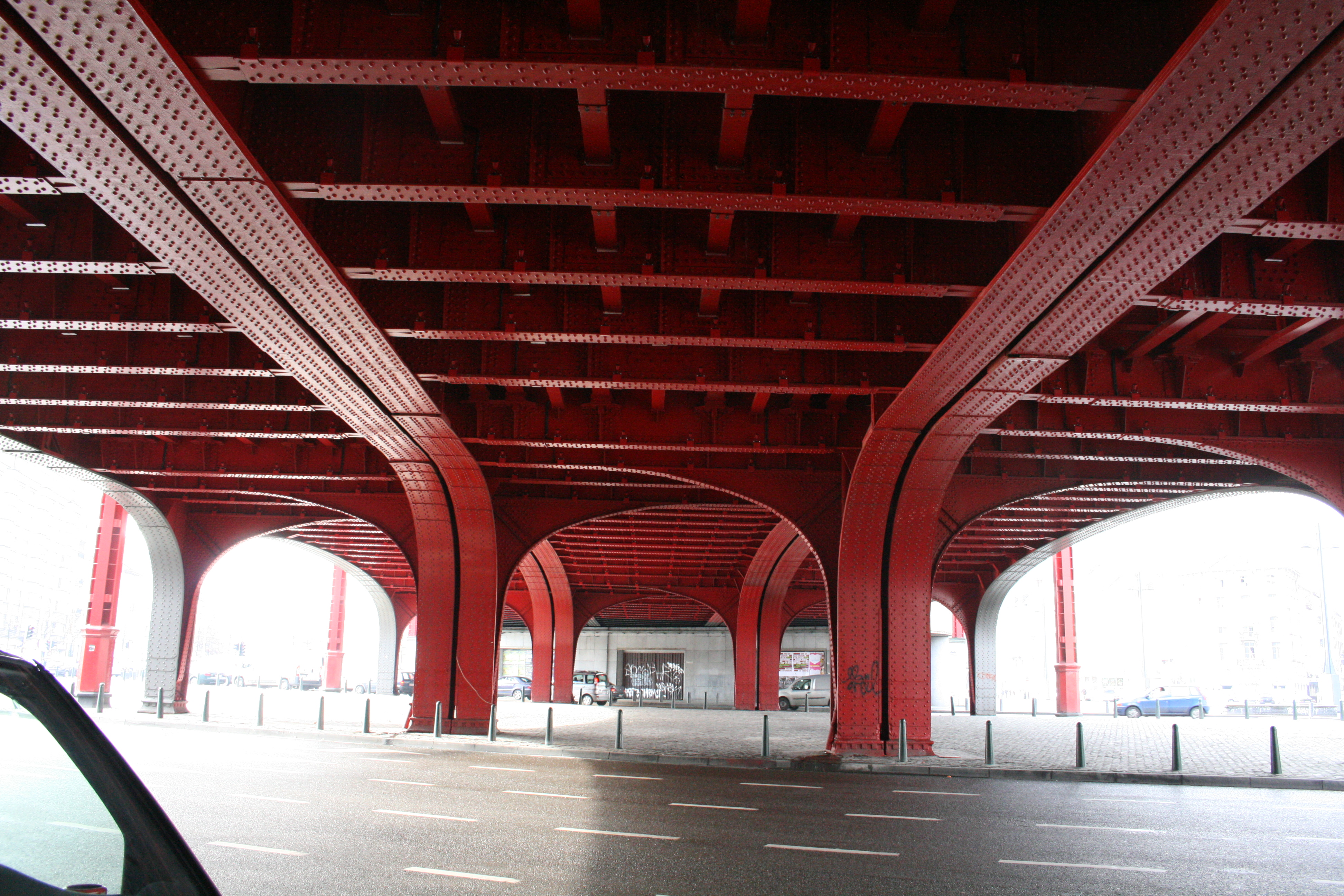